# ルイサ・フェルナンダ・ルディ・ウベダ
ルイサ・フェルナンダ・ルディ・ウベダ（スペイン語: Luisa Fernanda Rudi Úbeda、1950年12月13日 - ）は、スペイン・セビリア県セビリア出身の政治家。サラゴサ大学卒業。国民党(PP)所属。女性初のサラゴサ市長、女性初のスペイン下院議長、欧州議会議員、女性初のアラゴン州首相などを歴任した。

## 経歴
アンダルシア地方のセビリア県セビリア出身。父親はナバーラ地方にルーツを持つアラゴン地方出身者であり、軍人としてセビリアに駐屯していた際にルイサ・フェルナンダが生まれた。一家はアフリカ大陸にあるスペイン領サハラ（現・西サハラ）のアイウンにも3年間住んでおり、その後アラゴン地方のサラゴサに引っ越した。ここでサラゴサ大学を卒業している。サラゴサ商業学校でも学び、1979年には会計士となった。
1982年には国民同盟(AP)から1982年スペイン議会総選挙に出馬したが落選した。1986年には1986年スペイン議会総選挙に出馬して当選し、サラゴサ県選挙区選出のスペイン下院議員となった。1989年には国民同盟が国民党(PP)となり、1989年スペイン議会総選挙では2選を、1993年スペイン議会総選挙では3選を果たした。
1995年にはサラゴサ市議会議員選挙に国民党の筆頭候補（市長候補）として出馬し、女性初のサラゴサ市長に就任した。1999年のサラゴサ市議会議員選挙にも国民党の筆頭候補として臨み、サラゴサ市長としての2期目を歩み始めたが、2000年には任期途中でサラゴサ市長を退任し、2000年スペイン議会総選挙に出馬して再び下院議員となった。2000年4月5日には女性初のスペイン下院議長に就任し、2004年4月18日まで下院議長を務めた。
2004年には2004年欧州議会議員選挙に出馬して当選し、2008年3月31日まで欧州議会議員を務めた。欧州議会産業研究エネルギー委員会の委員を務め、またEU＝メキシコ合同議会委員会の代表団の委員を務めた。2008年には2008年スペイン議会総選挙に出馬し、みたび下院議員となった。
2011年にはアラゴン州議会議員選挙に筆頭候補（州首相候補）として出馬して当選した。州首相指名投票では国民党のほかにアラゴン人党(PAR)からの支持も得て、7月13日には女性初のアラゴン州首相に就任した。2015年7月3日にアラゴン州首相を退任した。
2015年7月、スペイン上院議員に選出された。